# مقياس رانكين
مقياس رانكين هو مقياسٌ للحرارة المطلقة. سميت على اسم الفيزيائي الأسكتلندي وليم رانكين.
وحدة القياس فيه تعادل درجة فارنهاريتية واحدة، ونقطة تجمُّد الماء 491,69 درجة، ونقطة غليانه 671,69 درجة.